# 圣若瑟圣殿 (格勒诺布尔)

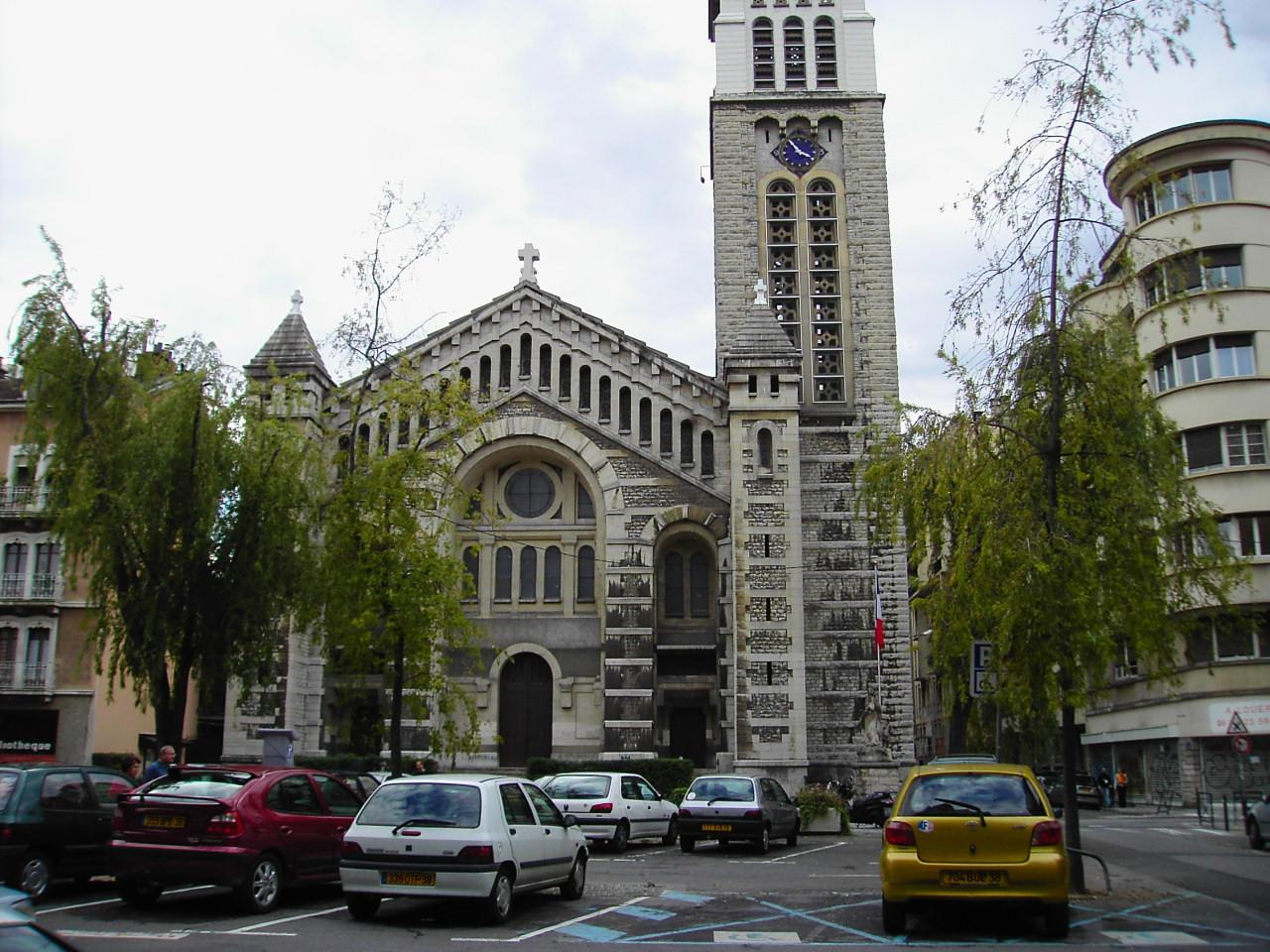

圣若瑟圣殿（Basilique Saint-Joseph）是一座罗马天主教宗座圣殿，位于法国格勒诺布尔市中心的梅斯广场（place de Metz）。 
该堂创建于1697年，最初在城墙外的郊区。目前的教堂建于1920年代，于1924年6月1日祝圣。教堂总长55米，最宽34米，总面积为1700平方米。高38米。

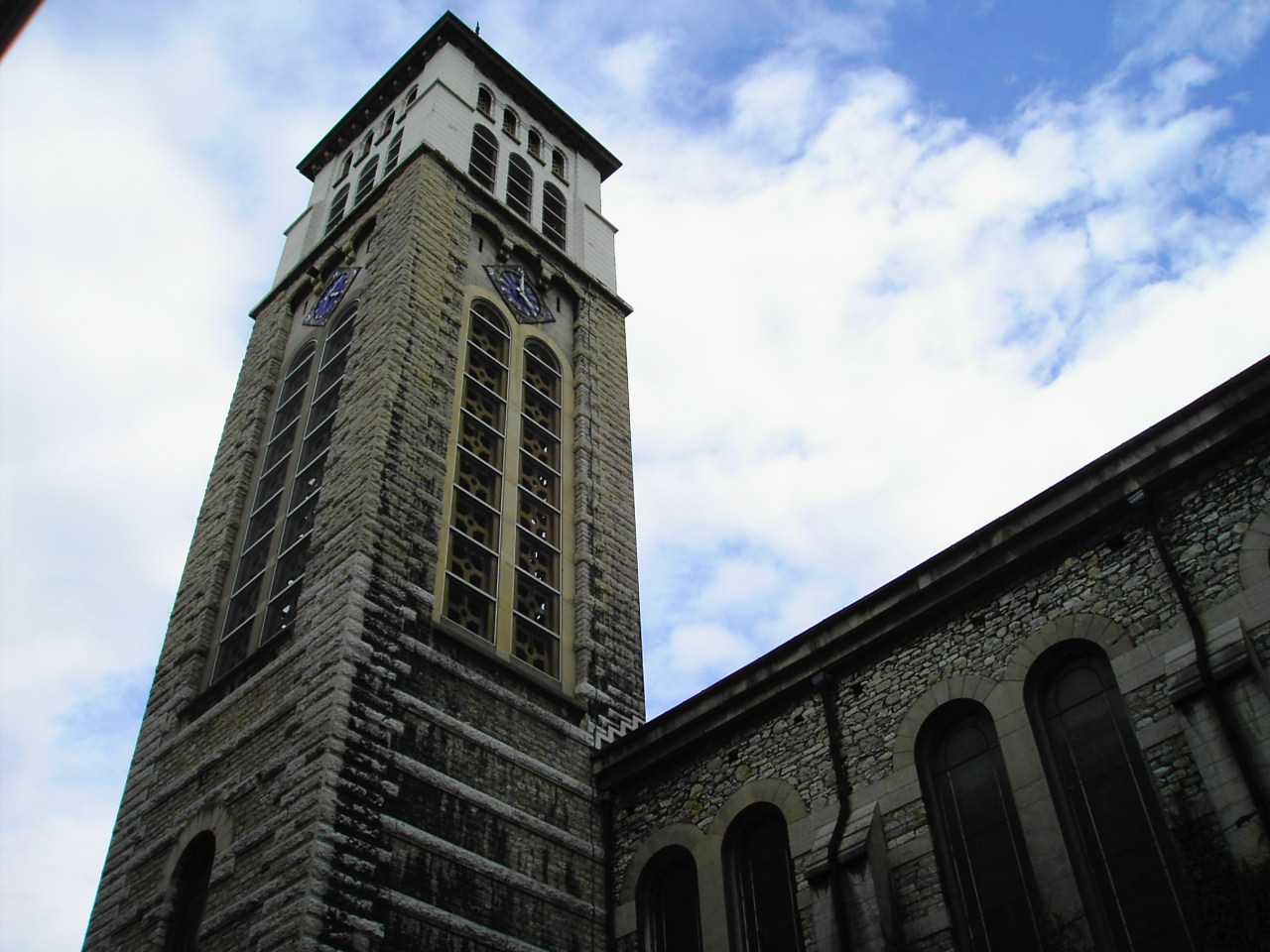
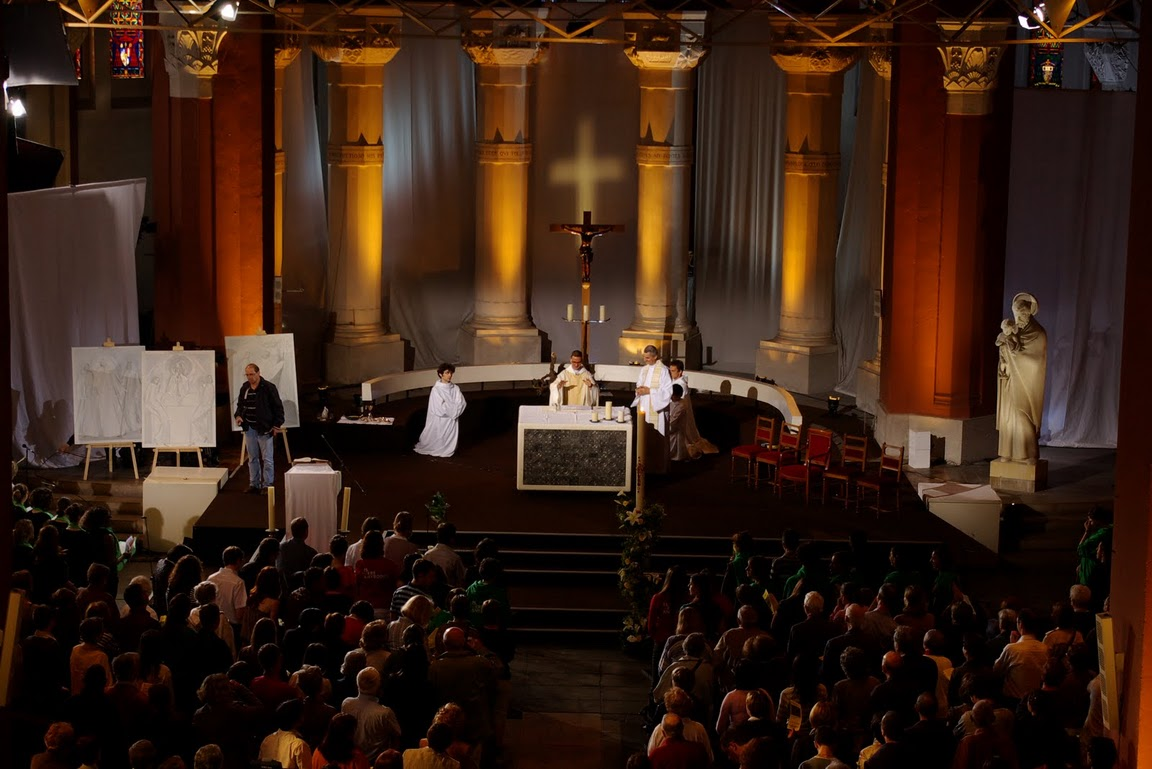
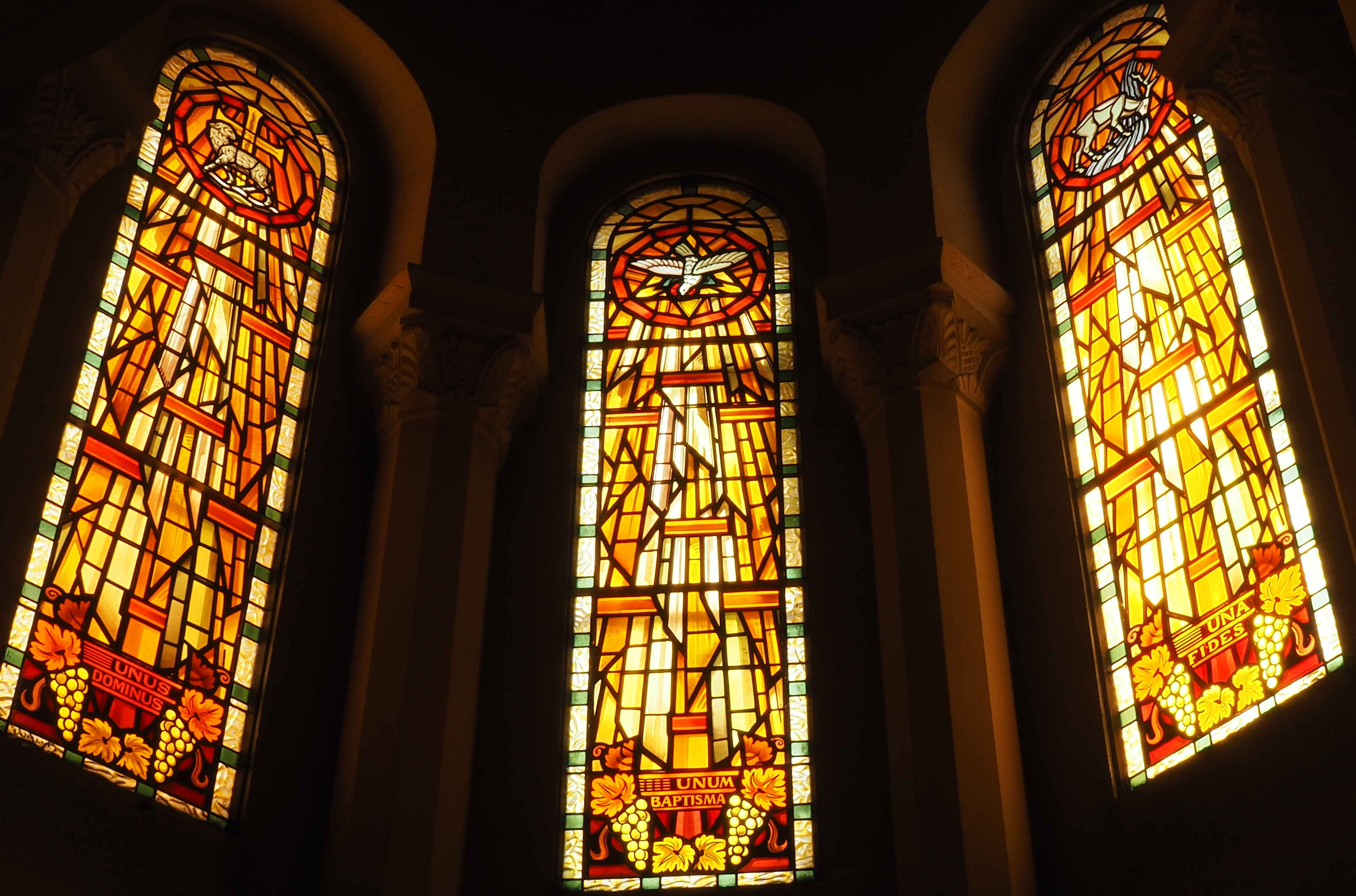
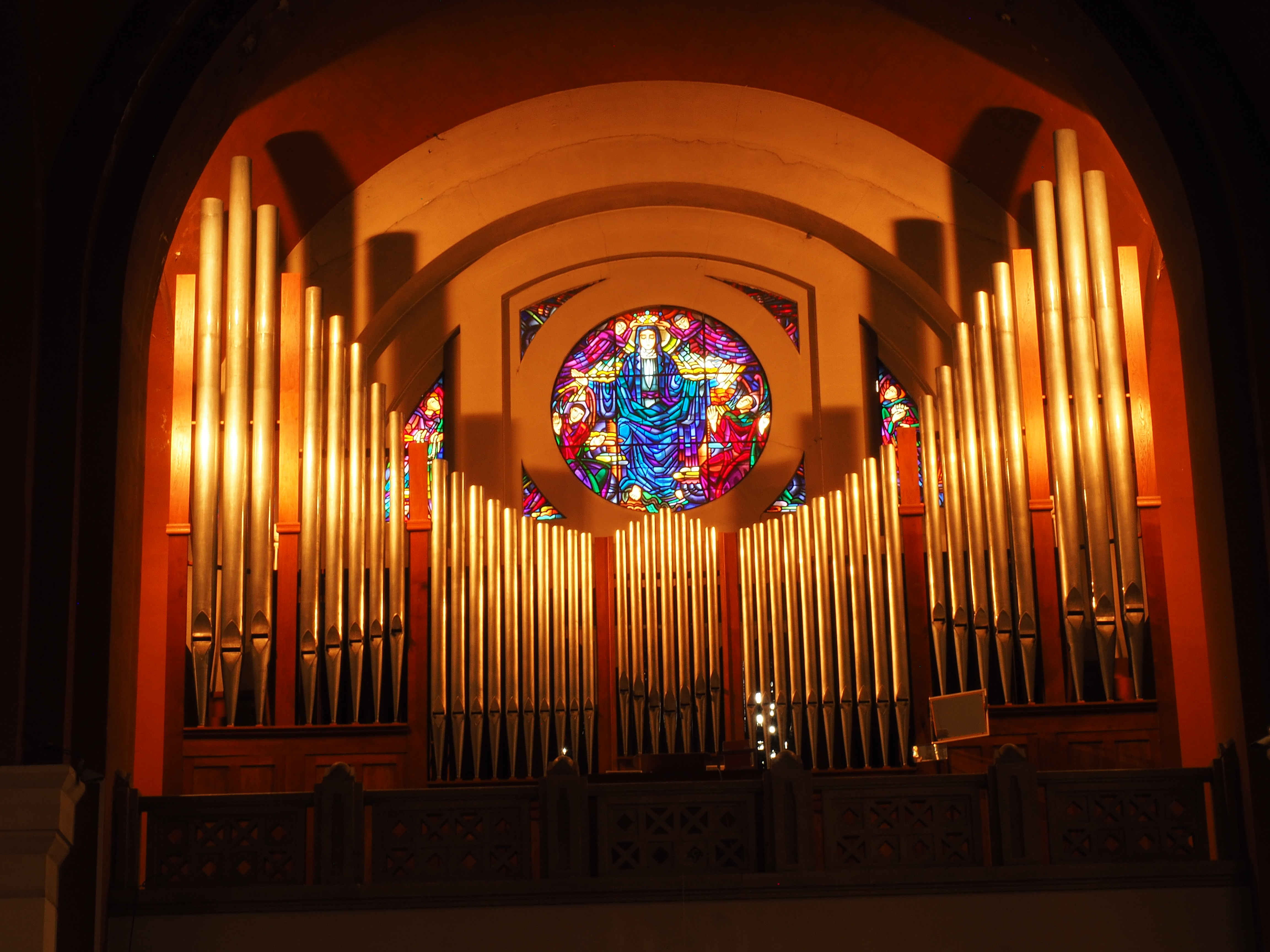

1937年，该堂升格为宗座圣殿。